# Relais par équipes de luge aux Jeux olympiques de 2022
Navigation
Pyeongchang 2018 Milan-Cortina 2026
L'épreuve de luge en relais par équipes des Jeux olympiques d'hiver de 2022 a lieu le 10 février 2022. 

## Déroulement de la compétition
La coupe du monde de luge 2021-2022 a vu le sacre de l'équipe allemande avec un total de 476 points pour deux victoires, un podium complété par des nations fortes comme la Lettonie et l’Autriche.
L'Allemagne est la favorite puisque qu'elle accumule les trois titres olympiques avec les sacres de Natalie Geisenberger chez les femmes, Johannes Ludwig chez les hommes et le double Tobias Wendl/Tobias Arlt, soit la même équipe sacrée qu'en 2018 voire qu'en 2014 à la différence que Felix Loch était le compétiteur masculin.
Tout comité qui a pu qualifier au moins un compétiteur pour chaque catégorie est autorisée à inscrire une équipe.

## Calendrier
| Date       | Heure | Épreuve                      |
| ---------- | ----- | ---------------------------- |
| 9 février  | 9:30  | Entraînement pour les hommes |
| 10 février | 21:30 | Relais                       |

## Médaillés
| Or                                                                              | Argent                                                                          | Bronze                                                                            |
| Allemagne - Natalie Geisenberger - Johannes Ludwig - Tobias Wendl / Tobias Arlt | Autriche - Madeleine Egle - Wolfgang Kindl - Thomas Steu / Lorenz Koller +0.080 | Lettonie - Elīza Tīruma - Kristers Aparjods - Mārtiņš Bots / Roberts Plūme +0.948 |

## Résultats
| Rang                                | #  | Équipe                                                                                     | Indiv. Femmes | Indiv .Hommes | Double   | Total     | Total     |
| Rang                                | #  | Équipe                                                                                     | Indiv. Femmes | Indiv .Hommes | Double   | Temps (s) | Écart (s) |
| ----------------------------------- | -- | ------------------------------------------------------------------------------------------ | ------------- | ------------- | -------- | --------- | --------- |
| Médaille d'or, Jeux olympiques      | 14 | Allemagne - Natalie Geisenberger - Johannes Ludwig - Tobias Wendl / Tobias Arlt            | 1:00.090      | 1:01.407      | 1:01.909 | 3:03.406  | —         |
| Médaille d'argent, Jeux olympiques  | 13 | Autriche - Madeleine Egle - Wolfgang Kindl - Thomas Steu / Lorenz Koller                   | 1:00.054      | 1:01.342      | 1:02.090 | 3:03.486  | +0.080    |
| Médaille de bronze, Jeux olympiques | 12 | Lettonie - Elīza Tīruma - Kristers Aparjods - Mārtiņš Bots / Roberts Plūme                 | 1:00.578      | 1:01.451      | 1:02.325 | 3:04.354  | +0.948    |
| 4                                   | 10 | ROC - Tatiana Ivanova - Roman Repilov - Alexander Denisyev / Vladislav Antonov             | 1:00.147      | 1:01.757      | 1:02.763 | 3:04.667  | +1.261    |
| 5                                   | 11 | Italie - Andrea Vötter - Leon Felderer - Emanuel Rieder / Simon Kainzwaldner               | 1:00.618      | 1:01.960      | 1:02.274 | 3:04.852  | +1.446    |
| 6                                   | 8  | Canada - Trinity Ellis - Reid Watts - Tristan Walker / Justin Snith                        | 1:00.880      | 1:02.222      | 1:02.133 | 3:05.235  | +1.829    |
| 7                                   | 9  | États-Unis - Ashley Farquharson - Chris Mazdzer - Zachary Di Gregorio / Sean Hollander     | 1:00.332      | 1:02.077      | 1:03.332 | 3:05.741  | +2.335    |
| 8                                   | 6  | Pologne - Klaudia Domaradzka - Mateusz Sochowicz - Wojciech Chmielewski / Jakub Kowalewski | 1:01.448      | 1:02.727      | 1:02.961 | 3:07.136  | +3.730    |
| 9                                   | 2  | Roumanie - Raluca Strămăturaru - Valentin Cretu - Vasile Gîtlan / Darius Şerban            | 1:01.402      | 1:02.743      | 1:03.547 | 3:07.692  | +4.286    |
| 10                                  | 1  | Tchéquie - Anna Čežíková - Michael Lejsek - Filip Vejdělek / Zdeněk Pěkný                  | 1:01.852      | 1:03.545      | 1:04.159 | 3:09.556  | +6.150    |
| 11                                  | 5  | Ukraine - Yulianna Tunytska - Anton Dukach - Ihor Stakhiv / Andrii Lysetskyi               | 1:01.123      | 1:04.244      | 1:04.237 | 3:09.604  | +6.198    |
| 12                                  | 3  | Chine - Wang Peixuan - Fan Duoyao - Huang Yebo / Peng Junyue                               | 1:01.947      | 1:03.467      | 1:04.768 | 3:10.182  | +6.776    |
| 13                                  | 4  | Corée du Sud - Aileen Frisch - Lim Nam-kyu - Park Jin-yong / Cho Jung-myung                | 1:02.682      | 1:05.265      | 1:03.291 | 3:11.238  | +7.832    |
|                                     | 7  | Slovaquie - Katarína Šimoňáková - Jozef Ninis - Tomáš Vaverčák / Matej Zmij                | 1:01.579      | 1:02.338      | DNF      | DNF       |           |